# PBX-9502
Le PBX-9502 (ou PBX 9502) est un explosif réputé particulièrement stable vis-à-vis du feu, des chocs et dit « explosif insensible ». Il est notamment utilisé dans certaines armes nucléaires.

## Propriété; avantages/inconvénients
Dit « insensible » il est en réalité très peu sensible à la chaleur et aux chocs, ce qui signifie que dans une bombe ou autre engin explosif, il n'explosera pas spontanément en cas de chute involontaire de l'engin, ou en présence d'un incendie si la température n'atteint pas de hautes températures (>250°C).
Ceci signifie aussi qu'au moment de l'explosion, le front de détonation se déplace à travers la masse d'explosif polymérisé, avec des réactions chimiques nettement plus lentes que dans les explosifs classiques.

## Besoins de modélisation
Ces réactions n'étant plus « instantanées », dans le cadre de la dissuasion nucléaire et de la sécurité nucléaire, les chercheurs doivent modéliser leur évolution selon la masse et la forme de l'explosif, notamment pour les armes nucléaires (qui selon la législation internationale ne peuvent plus faire l'objet d'essais dans l'environnement). 
Pour produire et vérifier ces modélisations, des experts en chimie et pyrotechnie filment à très haute vitesse (pour ensuite avoir un film très ralenti) l'explosion de divers types d'échantillons (masses et géométries différentes) de PBX 9502 et ils explorent le phénomène avec d'autres outils. Par exemple, dans certaines configurations géométriques (ex : forme en maillet) le front de détonation  laisse une partie de l'échantillon non consommée, dont la forme et la masse révèlent des informations sur la vitesse et les caractéristiques du front de détonation et sur les réactions chimiques qui en sont à l'origine. 
Ces observations sont supposées permettre de caler des simulations notamment utilisées pour calculer la forme et le volume d'explosif nécessaires à la rénovation d'anciennes bombes atomiques, travail fait aux États-Unis à Livermore en Californie dans le cadre du Projet ARES-CHEETAH du Lawrence Livermore National Laboratory (l'un des trois laboratoires consacrés aux armes nucléaires aux États-Unis). 

## Affaire juridique et de méconduite scientifique aux États-Unis (2020)
Mi-2020 selon la revue Science, un procès inhabituel allègue une inconduite scientifique  aux États-Unis : Peter Williams, physicien âgé de 50 ans, ayant travaillé à Livermore de janvier 2016 à mai 2017, affirme avoir été licencié en mesure de représailles pour s'être plaint que ses supérieurs manipulaient les données d'un programme de modélisation informatique chargé de simuler la détonation d'explosifs tels que le PBX 9502, empêchant de correctement prédire le comportement d'une arme nucléaire en fonctionnement. P Williams a engagé le 22 mai 2020 un procès en justice contre le laboratoire de Livermore et contre sept personnes, pour réintégration, tout en réclamant 600 000 $ de préjudice subi. Sa plainte est basée sur une équation différentielle que le laboratoire utilise. 
Science rapporte que des chercheurs familiers avec ces laboratoires estiment que ces allégations sont « inquiétantes » et « doivent être prises au sérieux ». « S'il y a eu une dissimulation, c'est une chose qui devrait être examinée», commente Raymond Jeanloz, géophysicien à l'Université de Californie à Berkeley, autrefois employé dans les laboratoires d'armes, tout en reconnaissant que normalement des garde-fous scientifiques devraient empêcher ce type de dérive.
Selon P Williams, qualifié par l'astrophysicien Craig Wheeler (de l'Université du Texas), de « penseur profond et indépendant » et de « scientifique « talentueux », ayant fait deux Post-docs avant de rejoindre ce laboratoire, en ayant enseigné au City College of San Francisco, à la Sonoma State University, et ayant travaillé 8 ans chez Agilent Technologies ». À Livermore, Williams devait (tâche non classifiée) modéliser le comportement du PBX 9502 destiné à rénover des ogives thermonucléaires W80 construites il y a 40 ans (l'explosif devant alors comprimer la masse de plutonium embarquée pour induire une fission nucléaire, laquelle doit induire une réaction de fusion encore plus puissante. Modéliser un explosif puissant reste difficile en raison de ses légères hétérogénéités internes (variant possiblement selon les lots et au sein d'un même bloc), mais la modélisation est essentielle pour garantir que des armes stockées fonctionneront ensuite ainsi que prévu.
Williams accuse l'un de ses superviseurs d'avoir changé après coup les paramètres du programme pour que les courbes de simulations correspondent aux données observées en configurations expérimentales. Il affirme avoir demandé plusieurs fois au superviseur d'expliquer le pourquoi de ces modifications, sans réponses d'où l'alerte lancée, appuyée par une plainte devant la justice.